# Jacques Dubois (photographe)
Pour les articles homonymes, voir Jacques Dubois.
Jacques Dubois est un graphiste, photographe humaniste et artiste peintre français né le 25 octobre 1912 à Versailles, où il est mort le 28 juin 1994.

## Biographie
Jacques Dubois naît le 25 octobre 1912 à Versailles. Sa mère est originaire de Sériers, au sud de Saint-Flour dans le Cantal.
Il entre en 1931 à l’École nationale supérieure des arts décoratifs de Paris où il est l’élève de Jean Carlu et de A.M.Cassandre et devient un graphiste et affichiste réputé. En 1954, il est membre de l’Alliance graphiste internationale, et réalise un grand nombre de brochures et d’affiches. 
Il se passionne pour la photographie à partir de 1934 et devient l’élève de Maurice Tabard qui lui permet d’exposer en compagnie de Germaine Krull, André Kertész, Éli Lotar et Roger Parry à la galerie « La Pléïade » à Paris.
En 1938, il est envoyé en reportage en Tunisie puis en Algérie.
Passionné d’art populaire et collectionneur, Jacques Dubois parcourt les campagnes à la recherche d’objets qu’il collectionne. Dans le cadre de son travail comme directeur artistique, il entreprend un voyage à travers la France, pour la réalisation d’un livre sur l’art populaire et le travail des compagnons du tour de France pour le compte d’une grande banque avec Robert Doisneau et Roger Lecotté, spécialiste de l’art populaire et du compagnonnage et créateur du Musée du Compagnonnage à Tours. 
De ce voyage naîtra une amitié profonde avec Doisneau. Ils publient ensemble Témoins de la vie quotidienne dans les musées de province, puis Versailles aux quatre saisons en 1981 et Les Auvergnats en 1991. 
Avec Julien Gracq, il publie deux ouvrages en 1987 : Bretagne et Aubrac et La Bretagne aux cent visages, avec Roger Vercel en 1994.
Parallèlement à son métier de graphiste et de photographe, il pratique aussi la peinture et plus particulièrement le pastel et le fusain.
Jacques Dubois meurt le 28 juin 1994 à Versailles à l’âge de 81 ans.

## Publications

### Monographies
- France Sports d’hiver, ministère des travaux publics, commissariat général au tourisme, sd.
- Cathédrales et églises de France, ministère des travaux publics, des transports et du tourisme commissariat général au tourisme, 1949
- Bretagne, avec Julien Gracq, Nathan Images, Paris, 1987
- Aubrac,  avec Julien Gracq, Nathan Images, Paris, 1987
- Rues 1934-1988, avec Roger Grenier, Nathan Images, Paris, 1988
- La Bretagne aux cent visages, avec Roger Vercel, Albin Michel, Paris, 1994
- L’Auvergne et l’Aubrac, Éditions Page centrale, 2013

### Avec Robert Doisneau
- Témoins de la vie quotidienne dans les musées de province. Photos de Robert Doisneau, Roger Lecotté et Jacques Dubois, Hors commerce, Crédit Lyonnais, 1971
- Versailles aux quatre saisons, propos de Robert Doisneau, préface de Jean d’Ormesson, postface de Pierre Lemoine, Hachette Réalités, Paris, 1981, réédition en 2005, Éditions de La Martinière
- Les Auvergnats, avec Robert Doisneau, Nathan Images, Paris, 1991